# Midnapore (huyện)
Huyện Midnapore là một huyện thuộc bang West Bengal, Ấn Độ. Thủ phủ huyện Midnapore đóng ở Midnapore. Huyện Midnapore có diện tích 14081 ki lô mét vuông. Đến thời điểm năm 2001, huyện Midnapore có dân số 9638473 người.